# Museo Judío de Fráncfort
El Museo Judío de Fráncfort es el museo judío independiente más antiguo de Alemania. Fue inaugurado por el canciller federal Helmut Kohl el 9 de noviembre de 1988, al cumplirse el 50 aniversario de la Noche de los cristales rotos.

## Dos museos

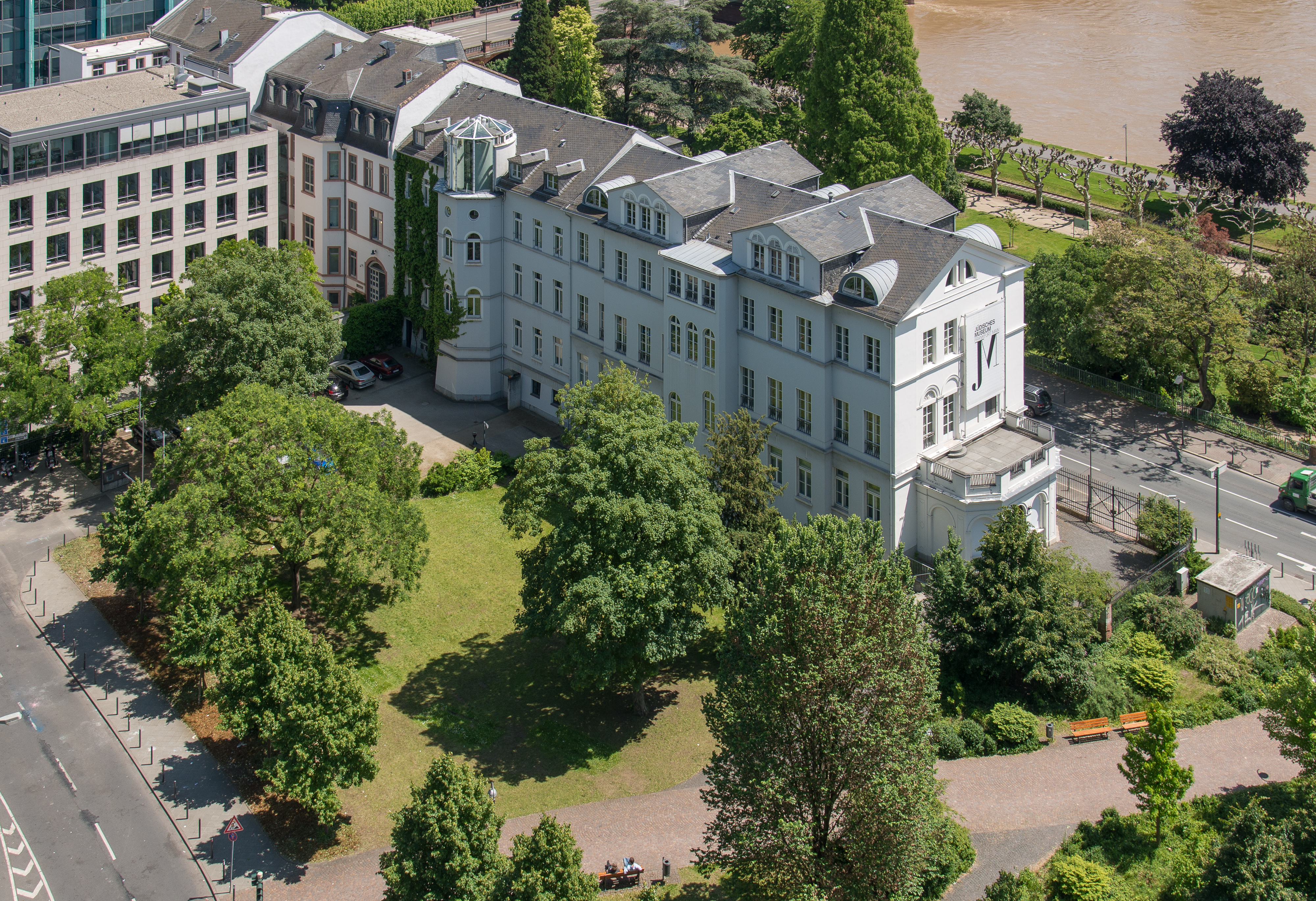
El Palacio Rothschild con la ampliación del lado norte inaugurada en 2020

El Museo Judío recopila, conserva y da a conocer la historia y la cultura judía de novecientos años en la ciudad de Fráncfort del Meno desde una perspectiva europea, contando con una exposición permanente en dos sedes distintas.
El primero recuerda en su nombre propio al gueto judío de Fráncfort, el más antiguo de Europa, llamándose Museo Judengasse, el cual está ubicado en la calle Battonstraße 47, y se encuentra dedicado al tema de la historia y la cultura de los judíos francforteses durante la época moderna.
El segundo es el Museo Judío del Palacio Rothschild en la calle Untermainkai 14/15 donde se presenta la historia y la cultura judías a partir del 1811, la época de las guerras napoleónicas. Este museo estuvo cerrado por reformas y ampliaciones a partir del 20 de julio de 2015, una obra que insumió 50 millones de euros, siendo reabierto el 21 de octubre de 2020.
La colección se enfoca en las áreas de los ceremoniales de la cultura hebrea, las bellas artes y las historias familiares, contando con una gran cantidad de documentos relacionados con la familia Rothschild y la familia de Ana Frank los cuales hacen parte de la nueva exposición permanente.
El Archivo Ludwig Meidner es el responsable de exhibir obras de los artistas Ludwig Meidner, Jacob Steinhardt y Henry Gowa, entre otros. Además, el museo cuenta con una extensa biblioteca, así como una colección de documentos y fotografías relacionados con la historia y la cultura judía alemana.

## Historia

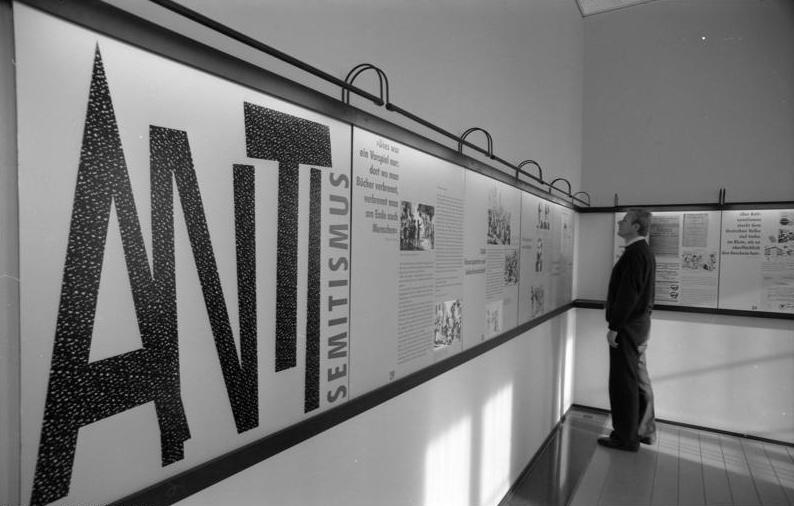
Fotografía de la inauguración en 1988

Un museo de antigüedades judías existía en Frankfurt incluso antes de la fundación del museo actual, el cual fue inaugurado en 1922 y fue uno de los primeros de su tipo en Alemania, mostrando principalmente artículos de culto judío. En 1938 el museo fue destruido por los nazis y solo algunos de objetos lograron ser salvados.
Después de la Segunda Guerra Mundial, los ciudadanos judíos de Fráncfort que habían emigrado a Londres propusieron que se creara una comisión para llevar a cabo una investigación sobre la historia de los judíos de la ciudad alemana. Posteriormente, se fueron haciendo planes para fundar un Museo Judío, con el apoyo del concejal de la ciudad, Hilmar Hoffmann. En 1988, ese museo se inauguró en dos mansiones clásicas de Untermainkai, al otro lado del río Meno. La mansión en el número 14 fue construida para el banquero Simon Moritz von Bethmann, y la del número 15 por Joseph Isaak Speyer. La del número 14 fue adquirida por Mayer Carl von Rothschild en 1846 y se conoció como el Palacio Rothschild. Ambos edificios fueron adquiridos por la ciudad de Fráncfort en 1928. Después de la Segunda Guerra Mundial sirvieron como sede principal de la biblioteca municipal y universitaria, y más tarde como primera sede del Museo Histórico de Fráncfort. De 1988 a 2006, Georg Heuberger fue el director del museo.
El museo es parte del Museumsufer de Fráncfort del Meno, una de las zonas museísticas más significativas de Alemania y Europa.

## Museo Judengasse

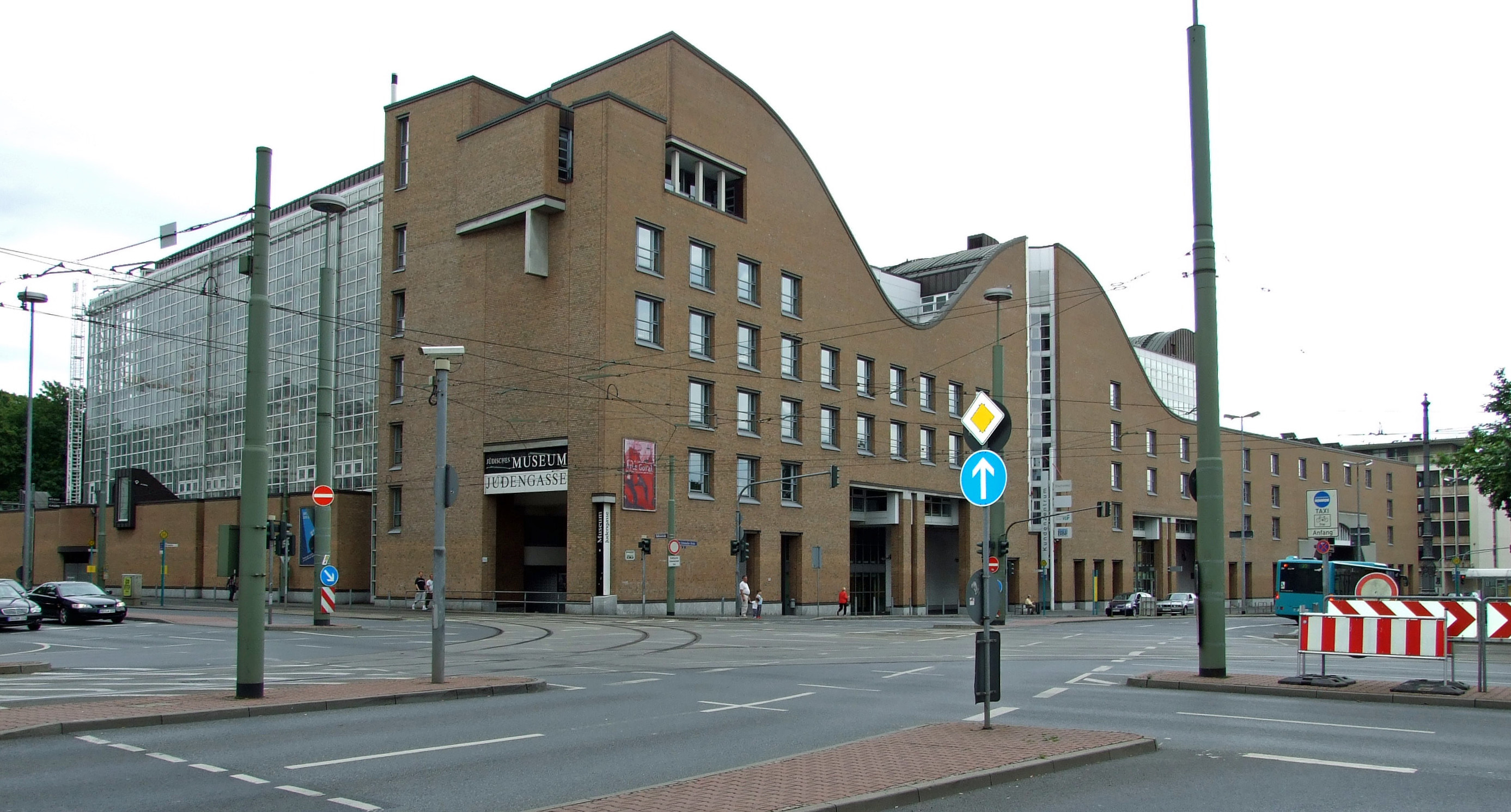
El Museo Judengasse.

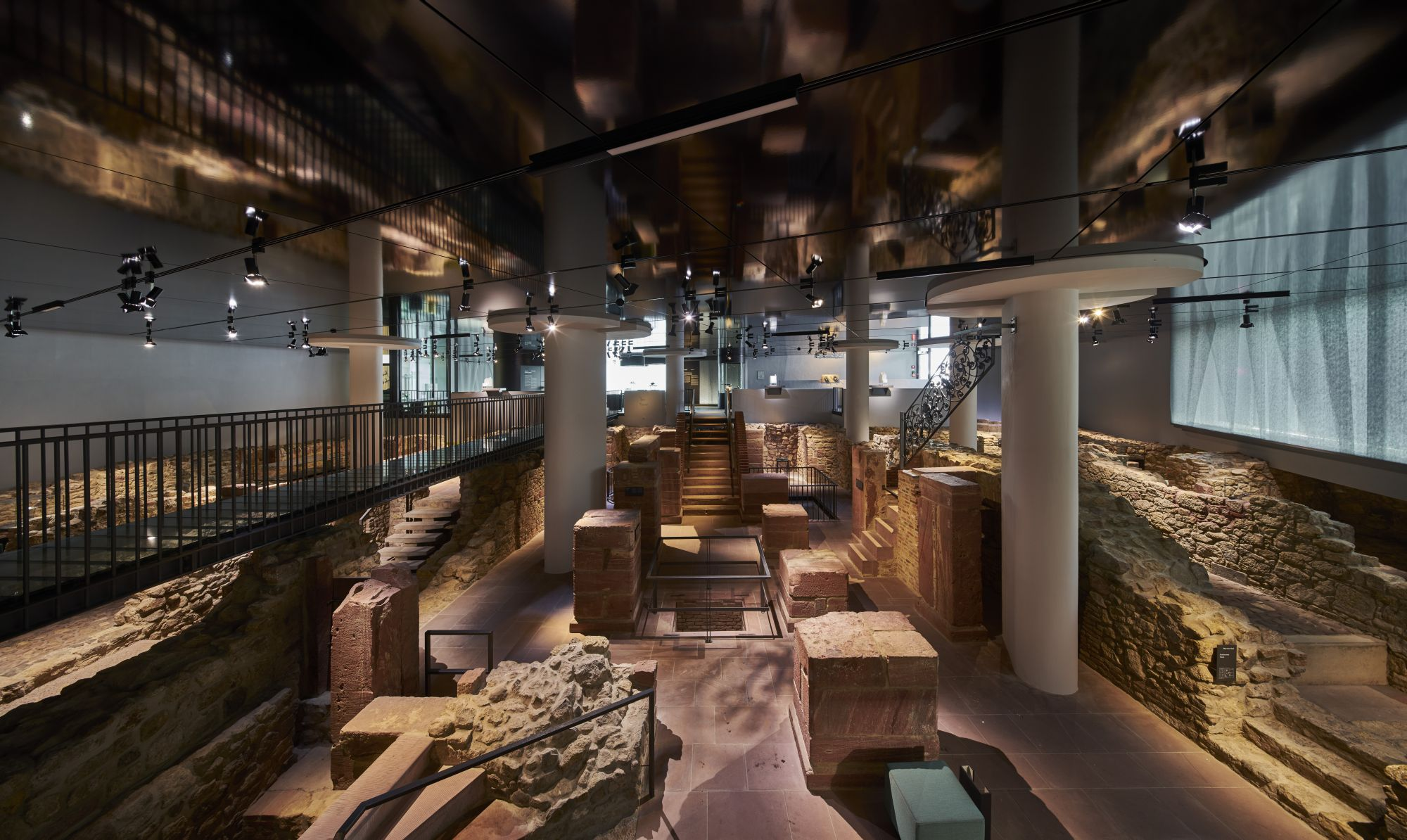
Vista interior del Museo Judengasse

En 1987 se descubrieron los cimientos de 19 casas de lo que solía llamarse «Judengasse» durante las obras de construcción de un edificio administrativo. El Judengasse de Fráncfort fue el primer gueto judío de Europa. Fue fundado en 1460 y se convirtió en un importante centro cultural judío europeo. Los hallazgos arqueológicos dieron lugar a un polémico debate sobre cómo deberían manejarse estos testimonios de la historia judía de la ciudad. El conflicto resultó en un compromiso por el cual cinco de los cimientos de las casas fueron desenterrados, desmantelados y reconstruidos en el nivel del sótano del nuevo edificio administrativo. En 1992, el Museo Judengasse se alzó entre estas ruinas, centrado en mostrar la historia y la cultura de los judíos de Fráncfort desde la Edad Media hasta la emancipación judía. El Museo Judengasse limita con un sitio conmemorativo de los judíos de Fráncfort asesinados durante la era nazi, y con el segundo cementerio judío más antiguo de Alemania. En 2016, el museo fue reinaugurado, tras un proceso de remodelación de su exposición principal
Para conmemorar el 650 aniversario de la Bula de Oro de 1356, cuatro museos de Frankfurt organizaron una exposición llamada Die Kaisermacher («Los creadores de emperadores») de 2006 a 2007. El Museo Judengasse contribuyó con hallazgos arqueológicos y documentando, en particular, el papel desempeñado por los judíos de Frankfurt como servi camerae regis del Emperador (servidores de la cámara del rey).

## Sitio conmemorativo en el mercado mayorista
En noviembre de 2015, el monumento Großmarkthalle, diseñado por los arquitectos Katzkaiser, se inauguró al lado y en las instalaciones del Banco Central Europeo en Sonnemannstrasse. De 1941 a 1945, los judíos de Fráncfort fueron detenidos en la parte oriental del Großmarkthalle (mercado mayorista), registrados, despojados de sus bienes y luego deportados a los guetos, campos de concentración y exterminio del este. Más de 10 000 ciudadanos de Fráncfort esperaron allí para ser secuestrados, la mayoría de los cuales terminaron asesinados. Una sección del memorial no está abierta al público, y solo puede ser visitada como parte de recorridos guiados del Museo Judío de Fráncfort, previa inscripción.